# José Zalaquett
José Fernando Zalaquett Daher (10 de marzo de 1942-Santiago, 15 de febrero de 2020) fue un jurista y académico chileno, de destacada participación en la defensa de los Derechos Humanos durante la dictadura de Augusto Pinochet entre 1973 y 1990. Obtuvo el Premio Nacional de Humanidades y Ciencias Sociales en 2003.

## Estudios
Estudió en el Instituto de Humanidades Luis Campino para luego ingresar a la Facultad de Derecho de la Universidad de Chile, de la cual egresó en 1967. Su memoria de prueba sobre derecho comercial, La causa de declaratoria de quiebra, recibió el premio J.C. Fabres, del Colegio de Abogados, a la mejor memoria de prueba publicada en 1968.

## Carrera profesional

### El Comité Pro Paz y exilio
Después del golpe de Estado del 11 de septiembre de 1973, Zalaquett participó en el Comité Pro Paz, organismo creado a instancias del Cardenal Silva Henríquez por distintas iglesias cristianas, además de la comunidad judía. Desde fines del año 1973 hasta el término del Comité fue el director del departamento jurídico. Su misión fue dirigir y coordinar el trabajo que realizaban procuradores, abogados internos y abogados externos en la defensa de los derechos humanos.
El trabajo se realizó fundamentalmente en tres ámbitos: Defensas ante los Consejo de Guerra: proporcionando la defensa jurídica a los acusados por estos Consejos. Presentación de recurso de amparo: solicitando a los tribunales de justicia la libertad de los detenidos por la Dictadura Militar. Solicitudes de designación de Ministro en Visita, para que investigara el paradero de los detenidos, ninguna de ellas aceptadas.
El 15 de noviembre de 1975 los agentes de la DINA detuvieron a José Zalaquett, llevado al Centro de Detención de Tres Álamos. Fue liberado el 30 de enero de 1976, pero fue detenido nuevamente el 5 de abril para ser exiliado del país el 12 de abril.
Durante su vida en el exterior se unió en 1976 a Amnistía Internacional, organización que en 1977 recibió el Premio Nobel de la Paz por su «campaña contra la tortura» y en 1978 el Premio de Derechos Humanos de las Naciones Unidas. Zalaquett se convirtió entre 1979 y 1982 en el Jefe del Comité Ejecutivo Internacional de Amnistía Internacional.

### Trabajo posterior a la dictadura
El abogado participó en dos importantes instancias para lograr conocer el paradero de los detenidos desaparecidos durante la Dictadura militar. El año 1990 fue designado por el presidente Aylwin como miembro de la Comisión Nacional de Verdad y Reconciliación que emitió el "Informe Rettig" en el cual se constataban las graves violaciones a los derechos humanos durante el período 1973-1990. Entre 1999 y 2000 formó parte de la Mesa de Diálogo sobre Derechos Humanos, entre miembros de las Fuerzas Armadas de Chile y abogados de derechos humanos.
Entre el año 2001 y 2004 fue miembro de la Comisión Interamericana de Derechos Humanos. Además, José Zalaquett fue hasta el año 2011 codirector, junto a Cecilia Medina Quiroga, del Centro de Derechos Humanos de la Facultad de Derecho de la Universidad de Chile. Fue Profesor de Derecho Internacional de los Derechos Humanos de la Universidad de Chile desde 1994-2018. Fue Profesor Invitado de la Universidad de Toronto, Canadá, Universidad de Harvard, Universidad de Nueva York, Universidad de Maryland y Universidad de Notre Dame, Estados Unidos.

### Artes visuales y cultura
Además de dedicarse a los Derechos Humanos tuvo una vida ligada al mundo de las artes. Fue socio fundador de la Corporación Matucana100, miembro del directorio de la Corporación Cultural Mapocho y del Comité Curatorial del Museo Nacional de Bellas Artes. Desde 1997 fue crítico de arte en diversos medios escritos. En el libro "Una pasión predominante" editado por Pablo Chiuminatto, se recopilan las publicaciones de José Zalaquett en materia de artes visuales.
Es considerado amigo de los pintores neoexpresionistas chilenos de la “Generación de los 80”, como Samy Benmayor, Matías Pinto D'Aguiar, Carlos “Bororo” Maturana y Pablo Domínguez. Según Bororo, en el grupo estaban “orgullosos de que él nos analizara. Pepe nos celebraba que fuéramos tan patudos de pintar como pintábamos. De los catálogos más lindos que me ha escrito alguien, fueron los de él. Me puse a llorar porque no solamente me dejaba como rey, sino como perseverante. Decía que yo era un pintor que acertaba a veces, y se equivocaba en otras. Él me enseñó cosas que no sabía, de forma muy natural, no con la arrogancia del que sabe. Era una especie de ‘papi' que teníamos”
Además, fue director de Televisión Nacional de Chile entre 2004-2010 y Vicepresidente del Directorio entre 2010-2012.

## Trabajo académico y reconocimientos

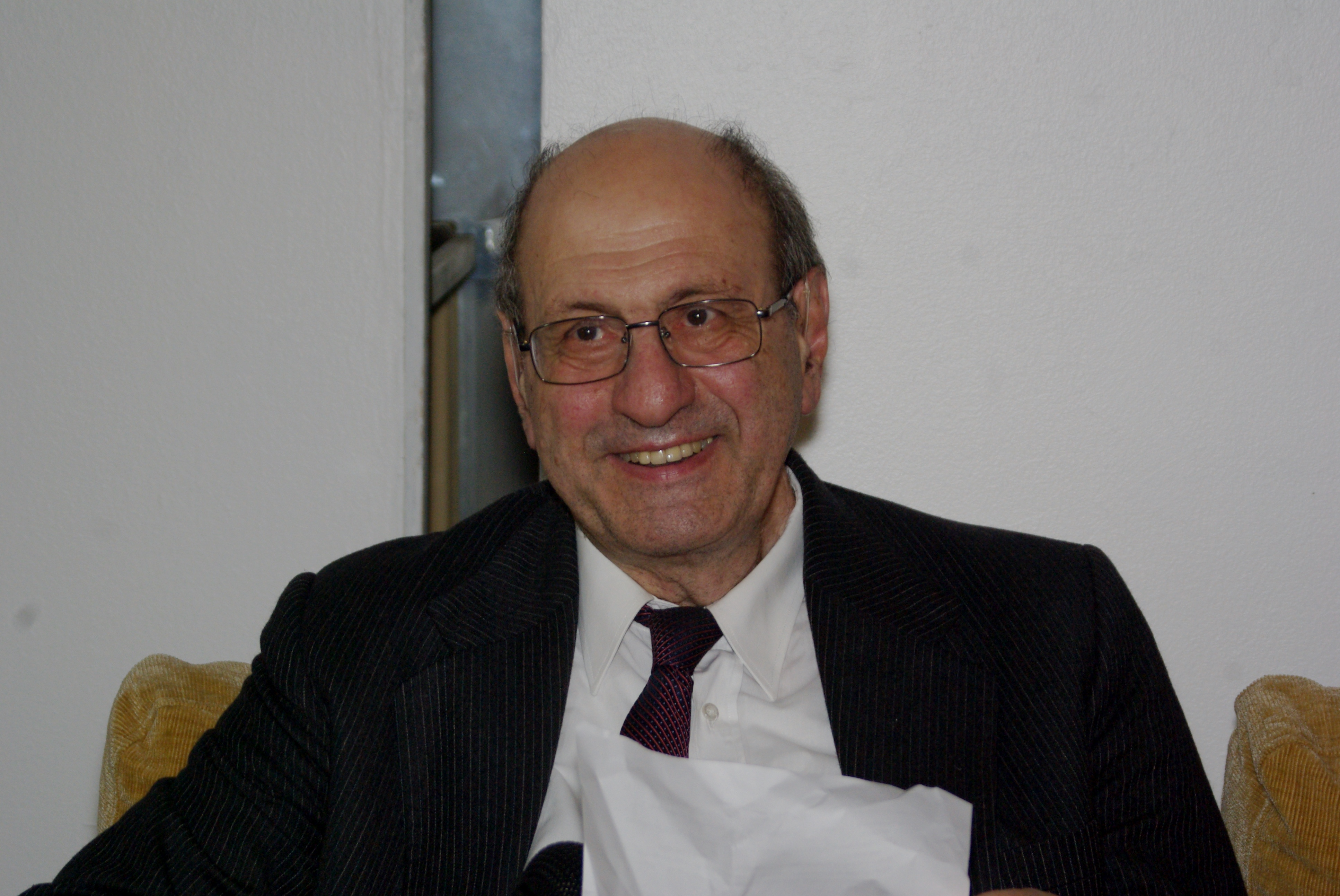
Zalaquett en 2015.

José Zalaquett cuenta con una dilatada trayectoria académica como profesor de Derecho Internacional de los Derechos Humanos en la Facultad de Derecho de la Universidad de Chile, Doctor en Derecho, honoris causa, por las Universidades de Notre Dame y Universidad de la Ciudad de Nueva York, y profesor de Ética y Gobierno en el Magíster de Gestión y Políticas Públicas del Departamento de Ingeniería Industrial de la Universidad de Chile. Además es miembro de la Comisión Internacional de Juristas.
En 1990 recibió el Premio MacArthur por "demostrar méritos excepcionales y prometer un continuo y mejorado trabajo creativo" en materia de Derechos Humanos.
En 1994 recibió el Premio Unesco de la Enseñanza de los Derechos Humanos. 
El año 2003, y en reconocimiento a su "aporte a la protección de los derechos de los individuos y la ética en la política", se le otorgó el Premio Nacional de Humanidades y Ciencias Sociales. Ese mismo año recibió el Premio Medalla Rectoral de la Universidad de Chile.
En agosto del año 2006 la Universidad Alberto Hurtado le entregó la medalla San Alberto Hurtado Héroe de la Paz, en reconocimiento a su labor de defensa de los derechos humanos.
El 12 de noviembre de 2009, en una ceremonia en el palacio de la Moneda se le entregó "The Notre Dame Prize", por la Universidad de Notre Dame que reconoce: "los esfuerzos de líderes visionarios en América Latina para fomentar el bienestar de la región mediante el fortalecimiento de la democracia y el mejoramiento de la calidad de vida de sus ciudadanos".
En 2016 recibió el Premio Medalla Rector Juvenal Hernández Jaque de la Universidad de Chile.
Desde el año 2014 a 2016, trabajó realizando cursos gratuitos en línea de Derechos Humanos en el proyecto MOOC Chile de la Fundación Ford y la Universidad Diego Portales.
El año 2016 dejó de dar clases presenciales en la Facultad de Derecho de la Universidad de Chile por temas de salud. Patricio Hidalgo y Constanza Toro que fueron alumnos de sus cursos,  publicaron "Idealista sin ilusiones", un libro de conversaciones con el profesor, recopilando sus ideas y vivencias.

## Publicaciones
- El Comité Pro Paz: a pesar de todo, una experiencia de solidaridad y una esperanza (1976)
- The Human Rights Issue and The Human Rights Movement. World Council of Churches, Ginebra.(1982)
- Derechos Humanos y Limitaciones Políticas en las Transiciones Democráticas del Conosur. Colección Estudios Cieplan, Santiago. (1991)
- «Moral Reconstruction in the Wake of Human Rights Violations and War Crimes». En Hard Choices: Moral Dilemmas Relating to Humanitarian Intervention. Editado por Jonathan Moore Del John F. Kennedy School of Government, Universidad de Harvard y Auspiciado por el Comité Internacional de la Cruz Roja. Rowman & Littlefield Publishers, Usa. (1998)
- Los Límites de la Tolerancia. Libertad de Expresión y Debate Público en Chile. Lom Ediciones, Santiago de Chile. (1998)
- «Truth, Justice and Reconciliation: Lessons For The International Community», En Comparative Peace Processes In Latin America. José Zalaquett Daher. Cynthia Arnson. Woodrow Wilson Center Press/Stanford University Press, Washington, D.C. (1999)
- Procesos de Transición a la Democracia y Políticas de Derechos Humanos en América Latina (1998)
- La reconstrucción de la unidad nacional y el legado de violaciones de los derechos humanos (1999)
- La Mesa de Diálogo sobre Derechos Humanos y el proceso de transición política en Chile (2000)
- "No hay mañana sin ayer”: Análisis de la propuesta del presidente Lagos sobre Derechos Humanos (2003)
- Transparencia, rendición de cuentas y lucha contra la corrupción en América 2004 (2004)
- Una pasión predominante. Crítica de artes visuales, Ediciones UC, Santiago de Chile. (2018)